# Discografia della produzione di Teddy Park
Questa voce elenca la discografia di produzione del rapper sudcoreano-americano Teddy Park, leader del gruppo sudcoreano 1TYM e produttore dell'etichetta discografica YG Entertainment.

## 1998
1TYM – One Time For Your Mind
- 06. "뭘 위한 세상인가 (What Is This World For)"

## 2000
1TYM – 2nd Round
- 04. "쾌지나 칭칭 (It Passes)"
- 06. "One Love"
- 08. "1TYMillenium"
- 09. "향해가 (Headed That Way)"

## 2001
1TYM – Third Time To Yo' Mind
- 01. "Nasty"
- 02. "Hello"
- 03. "우와 (Wow)"
- 04. "Make it Last"
- 06. "Hip Hop Kids"
- 07. "어머니 (Mother)"
- 08. "버스 (Bus)"
- 09. "Sucka Busta"

Jinusean – The Reign
- "Hiphop Seoul" feat. F-Chino Xl, Masta Wu, Teddy

## 2003
1TYM – Once N 4 All
- 01. "Freeflo (Intro)"
- 02. "Uh-oh"
- 03. "떠나자 (Set It Off)"
- 04. "뜨거 (Hot)"
- 05. "Without You"
- 06. "부제:울고싶어라 (Cry)"
- 08. "Everyday and Night"
- 10. "It's Over"
- 11. "Teddy's Interlude"
- 12. "Ok" feat. Perry & Lexy
- 13. "Put'em Up"

Masta Wu – Masta Peace
- 16. "Run"

## 2004
SE7EN – Must Listen
- 01. "Passion"
- 03. "Honey I Know"
- 04. "2 Nite"

Jinusean – Norabose
- 02. "Phone Number"
- 11. "Microphone" feat. Teddy and Danny
- 13. "Passion Remix" feat. Se7en

## 2005
1TYM – One Way
- 01. "One Way (Intro)"
- 02. "니가 날 알어 (Do You Know Me?)"
- 03. "어쩔겁니까 (What You Gunna Do?)"
- 04. "몇 번이나 (How Many Times?)"
- 05. "The Instruction (Interlude)"
- 06. "위험해 (Danger)"
- 08. "Can't Let U Go"
- 12. "How It Go"
- 13. "어쩔겁니까 (What You Gunna Do?)" (YG Remix)
- 14. "니가 날 알어 (Do You Know Me?)" (Instrumental)

## 2006
Seven - 27/Se7en
- 02. "난 알아요 (I Know)" feat. Teddy
- 05. "Oh No!" feat. Teddy
- 09. "The One"

Big Ban – First Single
- 02. "We Belong Together" feat. Park Bom

Seven – Se7olution
- 02. "Girlfriend"
- 03. "라 라 라 (La La La)"
- 06. "Again"
- 07. "Can You Feel Me"

## 2007
Masta Wu – Mass Wu Pt. 2
- 01. "Don't Stop" feat. Jinu
- 02. "Do or Die" feat. Teddy
- 13. "Bubblegum" feat. Teddy

## 2008
Big Bang – Stand Up
- 01. "Intro (Stand Up)"
- 05. "Lady"

Big Bang – Remember
- 02. "오, 아, 오 (Oh, Ah, Oh)"
- 03. "붉은 노을 (Sunset Glow)"
- 06. "Wonderful"
- 11. "Remember"

Taeyang – Hot (EP)
- 02. "Prayer" feat. Teddy
- 03. "Only Look At Me"

Uhm Jung-hwa – D.I.S.C.O
- 02. "DJ" feat. CL
- 03. "D.I.S.C.O" feat. T.O.P
- "D.I.S.C.O Pt. 2" feat. G-Dragon (Singolo digitale)

YMGA – Made In R.O.K
- 01. "Get Up"
- 02. "Scandal" feat. Danny
- 03. "Tell It To My Heart" feat. Uhm Jung-hwa
- 04. "What" feat. YG Family, DJ Wreckx

## 2009
2NE1 – 2NE1
- 01. "Fire"
- 02. "I Don't Care"
- 03. "In the Club"
- 04. "Let's Go Party"
- 05. "Pretty Boy"
- 07. "Lollipop" (feat. Big Bang)

G-Dragon – Heartbreaker
- 06. "Gossip Man" feat. Kim Gun-mo
- 08. "The Leaders" feat. CL e Teddy

## 2010
Gummy – Loveless
- 04. "남자라서 (Because You Are A Man)"

BIGBANG
- "The Shouts of Reds Part. 2" with Yuna Kim (Digital single)
- "Lollipop Pt. 2" (Digital single)

Taeyang – Solar
- 02. "Superstar"
- 04. "Just a Feeling"
- 06. "Move" feat. Teddy
- 07. "Break Down"
- 09. "Where U At"
- 10. "Wedding Dress"

SE7EN – Digital Bounce
- 03. "Better Together"
- 04. "I'm Going Crazy"
- 05. "Money Can't Buy Me Love"

2NE1 – To Anyone
- 01. "Can't Nobody"
- 02. "Go Away"
- 07. "You and I" (Bom solo)
- 08. "Please Don't Go" (CL and Minzy)
- 09. "Kiss" (feat. CL) (Dara solo)
- 10. "날 따라 해봐요 (Follow Me)"
- 11. "I Don't Care" (reggae remix)
- 12. "Can't Nobody" (English version)

GD&TOP – GD & TOP
- 02. "High High"
- 03. "Oh Yeah" feat. Park Bom
- 04. "집에 가지마 (Don't Go Home)"
- 11. "Turn It Up" (T.O.P Solo)

## 2011
BIGBANG – Tonight (Special Edition)
- 01. "Love Song"

2NE1 – 2nd Mini Album
- 01. "내가 제일 잘 나가 (I Am The Best)"
- 02. "Ugly"
- 03. "Lonely"
- 04. "Hate You"
- 05. "Don't Cry" (Bom solo)
- 06. "Don't Stop the Music"

## 2012
BIGBANG – Alive
- 01. "Intro (Alive)"
- 02. "Blue"
- 03. "사랑먼지 (Love Dust)"
- 06. "Fantastic Baby"

BIGBANG – Still Alive (Special Edition)
- 07. "빙글빙글 (Round and Round)"

2NE1
- "I Love You" (Digital single)

G-Dragon – One Of A Kind
- 02. "크레용 (Crayon)"
- 04. "That XX"
- 05. "Missing You" feat. Kim Yoon Ah

## 2013
Lee Hi – First Love
- 06. "Rose"

2NE1
- "Falling In Love" (Digital single)
- "Do You Love Me" (Digital single)
- "Missing You" (Digital single)

G-Dragon – Coup D'Etat
- 02. "늴리리야 (Niliria)" feat. Missy Elliott
- 03. "R.O.D." feat. Lydia Paek
- 04. "Black" feat. Jennie
- 08. "삐딱 하게 (Crooked)"
- 09. "늴리리야 (Niliria)" (G-Dragon version)
- 13. "Window"
- 14. "Black" feat. Sky Ferreira

WIN (Who Is Next) – "Final Battle"
- 02. "Just Another Boy" (Team A)
- 04. "Just Another Boy" (Team B)

## 2014
2NE1 – Crush
- 02. "Come Back Home"
- 03. "너 아님 안돼 (Gotta Be You)"
- 05. "착한 여자 (Good To You)"
- 06. "멘붕 (MTBD)" (CL solo)
- 07. "Happy"
- 08. "Scream"
- 10. "Come Back Home (Acoustic)"

Taeyang – RISE
- 02. "눈, 코, 입 (Eyes, Nose, Lips)"
- 03. "새벽 한시 (1AM)"
- 05. "아름다워 (Body)"

WINNER – 2014 S/S
- 04. "걔 세 (I'm Him)" (Mino solo)

Masta Wu
- 01. "Come Here" feat. Dok2, Bobby (Digital single)

## 2015
BIGBANG – M
- 01. "Loser"
- 02. "Bae Bae"

BIGBANG – A
- 01. "Bang Bang Bang"
- 02. "We Like 2 Party"

BIGBANG – D
- 01. "맨정신 (Sober)"

BIGBANG – E
- 01. "쩔어 (Zutter)" GD & TOP
- 02. "우리 사랑하지 말아요 (Let's Not Fall In Love)"

iKON – Welcome Back
- 07. "이리오너라 (Anthem)" (B.I & Bobby)
- 08. "지못미 (Apology)"

Psy – Chiljip Psy-da
- 04. "Daddy" featuring CL

## 2016
Lee Hi – Seoulite
- 06. "My Star"

Blackpink – Square One
- 01. "Whistle" (휘파람)
- 02. "Boombayah

Blackpink – Square Two
- 01. "Playing with Fire"
- 02. "Stay"

Big Bang – Made
- 01. "에라 모르겠다 (Fxxk It)"
- 03. "Girlfriend"

## 2017
G-Dragon - Kwon Ji Yong
- 02. "Act I: 개소리 (Bullshit)"
- 03. "Act II: Super Star"

Blackpink
- "마지막처럼 (As If It's Your Last)" (Singolo digitale)

Taeyang - White Night
- 01. "白夜 (White Night)"
- 03. "Darling"
- 04. "Ride"
- 05. "Amazin'"

Sunmi
- 01. "가시나 (Gashina)" (Singolo digitale)

Mix Nine - Part 1
- 01. "Just Dance"

Mix Nine - Part 3
- 01. "Just Dance (Boy ver.)"
- 02. "Just Dance (Girl ver.)"

## 2018
Sunmi
- 01. "주인공 (Heroine)" (Singolo digitale)

Blackpink - Square Up
- 01. "뚜두뚜두 (Ddu-Du-Ddu-Du)"
- 02. "Forever Young"
- 03. "Really"
- 04. "See U Later"

iKON – Return
- 02. "Beautiful"

Seungri – The Great Seungri
- 01. "셋 셀테니 (1, 2, 3!)"

Jennie
- 01. "Solo" (Singolo digitale)

## 2019
Blackpink - Kill This Love
- 01. "Kill This Love"
- 02. "Don't Know What To Do"
- 03. "Kick It"
- 04. "Hope Not" (아니길)
- 05. "Ddu-Du Ddu-Du Remix"

SOMI - BIRTHDAY
- 02. "Birthday"

## 2020
Blackpink - The Album
1. "How You Like That"
2. "Ice Cream"
3. "Lovesick Girls"
4. "Pretty Savage"

Jeon So-mi
1. "What You Waiting For" (singolo digitale)

## 2021
Rosé - R
1. "On the Ground"
2. "Gone"

Jeon So-mi
1. "Dumb Dumb"

Lisa
1. "Lalisa"
2. "Money"